# Bătălia de la Scheveningen
Bătălia de la Scheveningen (numită uneori de englezi și Bătălia de la Texel iar în sursele neerlandeze Bătălia de la Ter Heijde) din 31 iulie/10 august 1653  a fost ultima bătălie majoră din Primul Război Anglo-Olandez și s-a încheiat prin victoria englezilor care a confirmat dominația lor câștigată în Bătălia de la Gabbard din iunie. Deși flota neerlandeză a suferit încă o înfrângere grea, și-a atins obiectivul strategic, căci flota engleză avariată a trebuit să ridice blocada asupra coastei Țărilor de Jos.

## Context
După victoria englezilor de la Gabbard neerlandezii au fost forțați să se întoarcă în porturi, iar englezii au început să blocheze coasta Țărilor de Jos. Economia neerlandeză a început să se prăbușească imediat: au apărut șomajul în masă și chiar foametea în unele orașe costiere. Negocierile de pace au reînceput când 4 delegați neerlandezi au ajuns la Londra la 27 iunie, însă au considerat inacceptabile condițiile oferite de către Consiliul de Stat, care acționa ca un guvern interimar după demiterea Parlamentului Trunchiat și  înainte de inaugurarea Adunării Numite. Consiliul a insistat că războiul a fost pornit datorită agresiunii lui Tromp de la Dover din 1652 și că, prin urmare, Țările de Jos trebuie să despăgubească Anglia. În plus, Consiliul dorea să formeze o uniune politică între cele două republici, care ar fi amenințat statutul Țărilor de Jos ca stat independent. În ciuda eforturilor de mediere ale lui Oliver Cromwell, negocierile au ajuns într-un impas. Doi dintre delegații neerlandezi s-au întors la Haga la 6 august pentru a se sfătui cu Statele-Generale.
Dar în același timp cu purtarea negocierilor de pace, neerlandezii și-au reconstruit flota cu succes. Pentru a pune capăt blocadei, neerlandezii au mobilizat toate navele disponibile pentru a încerca să spargă blocada și pentru a face o ultimă încercare pentru a obține victoria. Maarten Tromp a adunat 85 de nave (sursele variază între 70 și 100 de nave de război) pe Maas, în timp ce Witte de With comanda o escadră mai mică de 31 de nave (sau 27 nave după alte surse) la Texel, la 80 de mile spre nord.
După cum era obișnuit în Primul Război Anglo-Neerlandez, navele englezilor erau mai mari și erau echipate cu mai multe tunuri, și mai grele, însă neerlandezii erau mai buni navigatori. Flota neerlandeză era organizată, ca și la Gabbard, în cinci escadre comandate de locotenentul-amiral Maarten Tromp pe Brederode (58 tunuri), vice-amiralul Jan Evertsen pe Vlissingen (40 tunuri), vice-amiralul Witte de With pe Vrijheid (44 tunuri), comandorul Michiel de Ruyter pe Witte Lam (40) și, respectiv, de vice-amiralul temporar Pieter Florisse pe Monnikendam (38), și conținea între 110 și 127 nave de război.
Flota engleză, comandată de Generalul-pe-mare George Monck, era alcătuită din 110 până la 120 nave de război și aproximativ 5 nave incendiare, dintre care 10 dintre ele erau nave de prima și a doua categorie și mai puternice decât orice navă pe care o dețineau neerlandezii. O parte din navele avariate la Gabbard nu erau încă active, dar flota era încă aproape de puterea maximă.  Generalul-pe-mare George Monck, aflat pe Resolution (88 tunuri), comanda Escadra Roșie și deținea comanda supremă a flotei; John Lawson pe George (58 tunuri) comanda Escadra Albastră iar William Penn pe James (66) comanda Escadra Albă. Nici una dintre flote nu și-a schimbat organizarea în escadre din Bătălia de la Gabbard.

## Preludiul
Neerlandezii au făcut prima mișcare la 3 august când Maarten Tromp a părăsit ancorajul de pe Maas cu aproximativ 80-100 nave de război și 5 nave incendiare și s-a îndreptat spre estuar și spre ieșire. La 5 august  Witte de With a ieșit în canalul exterior de la Texel, în fața portului Helder, de unde se putea retrage foarte ușor în siguranță dacă ar fi fost atacat sau putea veni în ajutorul flotei principale a lui Tromp dacă acesta ar fi fost atacat în timp ce se îndrepta spre nord. Englezii și-au dat seama că neerlandezii încercau să își combine forțele. La 6 august Monck a convocat un consiliu de război, în care s-a decis ca flota engleză să își concentreze flota împotriva lui Tromp.

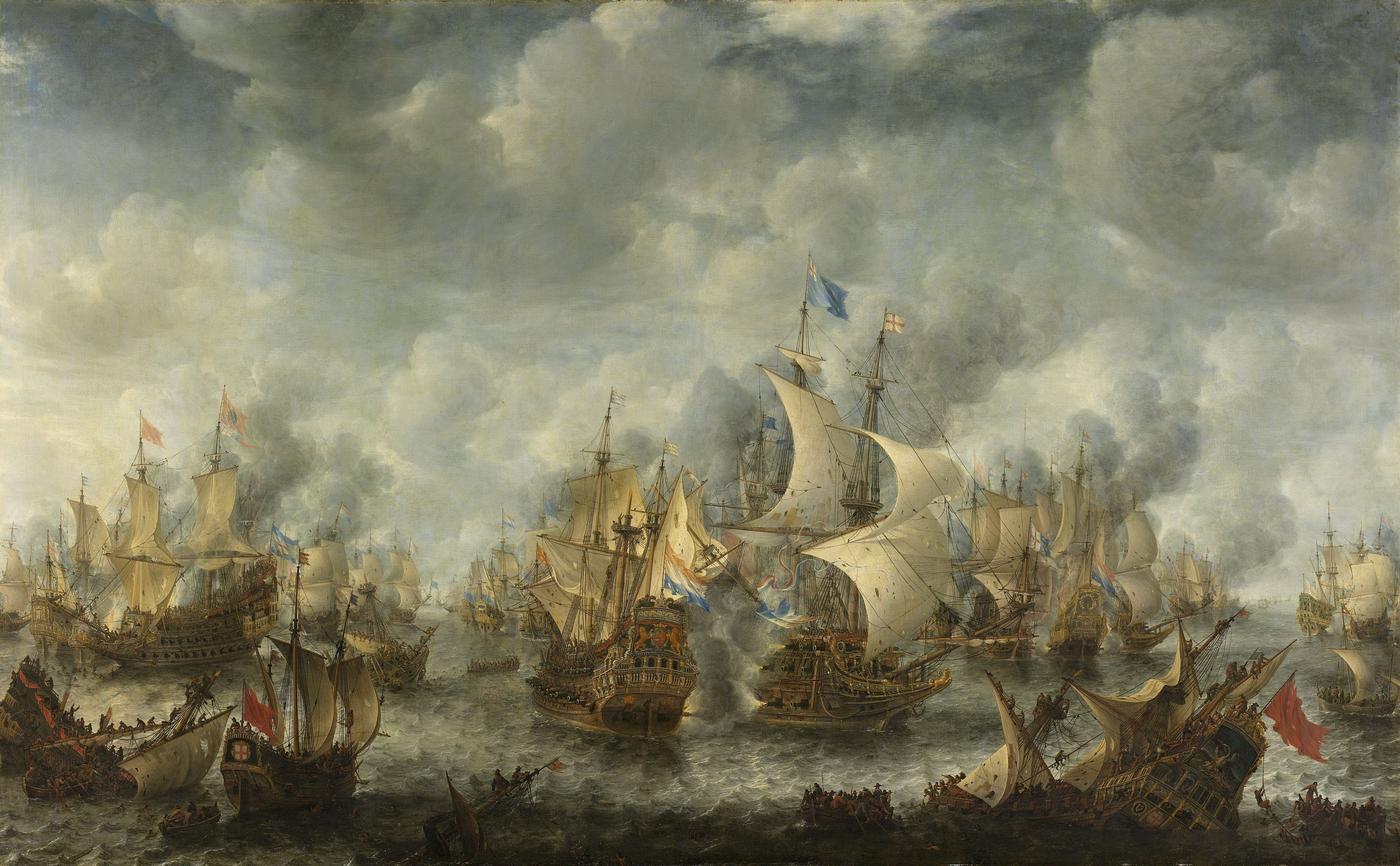
Bătălia de la Scheveningen, 10 august 1653 (tablou de Jan Abrahamsz Beerstraaten, c1654)

La 7 august 1653 flota neerlandeză a amiralului Tromp a trecut de Scheveningen pe la înserat, ora 20:00, urmând un curs nordic cu un vânt dinspre sud-vest. În același timp flota engleză sub generalul Monck a ridicat ancora dintr-o poziție la 9 mile marine de intrarea de la Helder și a păstrat în timpul nopții un curs nordic cu vântul dinspre vst-sud-vest.
Englezii l-au găsit pe Tromp înainte de amiaza zilei de 8 august, pe la ora 8:00, în dreptul localității Egmont la 19 mile marine de Helder, navigând spre nord de pe Maas către Texel. Nu se cunoaște ordinea exactă a flotei, dar deoarece urma un curs nordic, vântul sufla dinspre vest și se știa că flota engleză trebuie să fie în apropiere, escadrele neerlandeze erau probabil dispuse una după cealaltă, distanța dintre avangardă și ariergardă fiind probabil 4 mile marine sau mai mult. Se pare că escadrele erau în ordinea De Ruyter, Jan Evertsen, Tromp și Florissen, deși nu se știe exact cine conducea. Cam în același timp Monck, care a schimbat cursul spre sud pe la ora 6:00, se afla puțin la nord de Helder. Nu se cunoaște ordinea flotei engleze în acel moment. Pe la ora 9:00 navele de cercetare ale ambelor părți au raportat apropiere inamicului. După 2 ore cele două flote s-au zărit una pe cealaltă iar vântul s-a schimbat dinspre nord-vest, dând avantajul englezilor. Ei au coborât cu vântul pentru a ataca, în timp ce neerlandezii au păstrat vântul în babord până pe la ora 13:00, când au schimbat cursul, comandanții de escadră împreună, iar ceilalți în succesiune, și s-au îndreptat spre sud-sud-vest pentru a atrage inamicul departe de țărm și pentru a îi permite lui De With să iasă în larg de la Helder și să i se alăture lui Tromp. 
Răspunsul imediat al lui Tromp a fost să întoarcă cursul spre Sud-Sud-Est pentru a-i atrage pe englezi departe de De With, ce ar fi putut ieși în larg.  După această manevră escadra lui Florissen se afla cu siguranță în avangardă iar cea a lui De Ruyter în ariergardă. Tromp spera să evite lupta până la joncțiunea forțelor neerlandeze.  Dar englezii l-au urmărit și pe la ora 16:30/17:00 după-amiaza cele mai rapide nave engleze din avangardă au ajuns din urmă cele mai lente nave neerlandeze din ariergarda flotei lui Tromp în dreptul localității Katwijk (între Texel și Haga). Pentru a veni în ajutorul acestora din urmă, Tromp a strâns din vele și a așteptat apropierea inamicului. Pe la ora 19:00 Resolution, nava amiral a lui Monck, și cam 30 de nave engleze au fost implicate într-o luptă de la distanță cu navele lui Evertsen și De Ruyter. La lăsarea întunericului, pe la 20:30, lupta a încetat, englezii pretinzând că au scufundat 2 nave inamice până la lăsarea întunericului fără să piardă nici una din ale lor, deși pierderile umane au fost ridicate la bordul navelor care s-au angajat în luptă. Ambele flote au rămas pe poziții, englezii  mai sus în vântul dinspre nord-vest, iar pe la ora 2:00 dimineața se aflau foarte aproape.
La 9 august vântul dinspre vest și nord-vest a fost prea puternic pentru a permite o bătălie și ambele flote s-au concentrat pe păstrarea unei distanțe sigure față de țărm. Având vântul împotriva lor, nici una dintre flote nu a făcut vreun progres spre nord, dar escadra lui De With a putut lua largul și  a reușit să coboare spre Tromp. Monck a păstrat cursul spre sud, crezând că neerlandezii se aflau încă sub vânt. Însă în timpul nopții, undeva între orele 2:00 și 4:20 dimineața, Tromp a virat cu babordul spre nord și până la răsăritul soarelui se afla sus în vânt, la nord și est de flota engleză, care a întors cursul și i-a urmat pe neerlandezi în siajul lor. Astel Tromp s-a poziționat printr-o manevră strălucită la nord în vânt față de flota engleză, avânt cale liberă către Helder și escadra lui De With. 
Witte de With a ieșit în larg la răsăritul zilei de 9 august și pe la ora 14:00 l-a zărit pe Tromp. La sfârșitul zilei, pe la ora 17:00 sau 18:00, cele două escadre neerlandeze s-au unit iar cele două flote se afla lângă Scheveningen, chiar lângă micul sat Ter Heijde, pe coasta de lângă Haga. Operația neerlandezilor a reușit deci și flota lor număra de acum vreo 120 nave de război, cea mai numeroasă din tot războiul.  În acest moment ambele flote urmau un curs spre nord-nord-est, englezii aflându-se în vânt de siajul neerlandezilor, adică în partea de unde primeau vânt, și doar 1,5 mile marine le despărțeau una de cealaltă. Tot timpul zilei vântul suflase puternic dinspre vest-nord-vest sau nord-vest, vremea fiind mohorâtă și apăsată. Imediat după ce a făcut joncțiunea, flota neerlandeză a virat, nu se știe dacă împreună sau în succesiune, și a coborât în atac, dar englezii au refuzat să primească bătălia și au virat și ei la tribord. În timpul nopții vremea a devenit mai moderată și ambele flote au urmat un curs spre vest-sud-vest cu vântul dinspre nord-vest.

## Desfășurarea bătăliei
Vremea a fost mai potrivită pentru bătălie la 10 august după ce vântul a slăbit în intensitate și și-a schimbat direcția dinspre sud. Ambele flote erau acum la babord și se extinseseră  în linie de șir pe divizii pe o distanță de 4-5 mile marine din avangardă până la ariergardă și erau foarte dezordonate deoarece vântul își schimbase direcția dinspre nord-vest la sud-sud-vest și a rămas ușor. Neerlandezii erau la aproximativ jumătate de milă în vânt și se pare că aveau un oarecare avantaj asupra englezilor. Ordinea în care naviga fiecare flotă nu este cunoscută explicit, dar poate fi reconstituită din rapoarte.
Deoarece Escadra Albastră nu a virat decât la ceva vreme după cea Roșie și a intrat în luptă abia la o oră după aceasta, se poate accepta că ordinea flotei engleze era din avangardă în ariergardă Albă (Penn), Roșie (Monck) și Albastră (Lawson). Flota neerlandeză se pare că era aranjată din avangardă în ariergardă în ordinea De Ruyter, Jan Evertsen, Tromp, Florissen, De With, adică aceiași ordine ca în acțiunea din seara de 8 august doar inversă, cu alăturarea lui De With care menționează explicit că escadra sa se afla în ariergardă față de centru. Între 16:30 din 8 august și schimbarea de vânt din 10 august, ambele flote au schimbat direcția de două ori. Nu se știe exact cu care din aceste ocazii ordinea a fost inversată.
Tromp nu a folosit însă avantajul vântului pentru a străpunge și întoarce linia dușmană ci, după vechea obișnuință tactică, a tăiat-o, a revenit în vânt și iar a tăiat-o. Chiar înainte de ora 7:00 dimineața, englezii formați în linii de escadre aflați la o milă și jumătate de inamic în dreptul localității Scheveningen, i-au atacat pe neerlandezi: Escadra Roșie condusă de Monck pe Resolution a virat în succesiune și pe la ora 7:00 a navigat spre neerlandezi. Conform articolului 3 din Instrucțiunile de Luptă, Penn pe James trebuie să fi virat în același timp pentru a angaja inamicul din dreptul său, și a condus Escadra Albă undeva către centrul flotei neerlandeze, neputând să țintească mai sus. Lawson, care conducea Escadra Albastră de pe George, aflându-se în ariergardă și neputând să ajungă la nici un punct din flota neerlandeză a rămas, în mod natural, pe poziții până pe la ora 7:00 când a virat și el.
Situația la ora 7:00 era următoare: Penn urma să treacă prin escadra lui Tromp iar Monck prin cea a lui Florissen, în timp ce Lawson se afla pe punctul de a vira. Neerlandezii au răspuns spărgând și trecând prin linia engleză, cu Tromp pe Brederode conducând atacul, și a urmat o luptă de la scurtă distanță. La începutul luptei Tromp a fost ucis de un glonț de muschetă de pe catargele navei-amiral a lui William Penn. A fost dus sub punte rănit mortal și a murit la scurt timp apoi. Ultimele cuvinte ale lui Tromp au fost "să aveți mult noroc". La sfatul lui De Ruyter, steagul lui Tromp a fost păstrat ridicat pentru a evita demoralizarea flotei iar căpitanul navei Brederode, Egbert Bartolomeusz Kortenaer, a preluat comanda escadrei și a continuat lupta. Însă până după-amiază 12 nave neerlandeze s-au scufundat sau au fost capturate iar multe altele erau prea avariate pentru a continua lupta. Jan Evertsen a preluat comanda flotei.
Imediat ce a văzut amenințarea lui Monck asupra ariergardei, De Ruyter a virat și și-a condus escadra în ajutorul lui Florissen. Era mereu dornic de luptă și a angajat lupta foarte serios, după cum o arată cele 78 de pierderi umane și toate catargele doborâte ale navei sale. Între ora 7:00 dimineața și 13:00 după-amiaza cele două flote au navigat în zigzag cu borduri opuse una prin cealaltă de patru ori, ceea ce înseamnă că neerlandezii au virat de 3 ori iar englezii de 4 ori. De observat că englezii și-au îndreptat atacul asupra ariergardei neerlandeze și că ei au virat în succesiune de escadre, dar nu există nici o mărturie că și neerlandezii au făcut același lucru sau că l-au urmat pe De Ruyter și au virat în succesiune după acesta.
Bătălia a continuat toată dimineața și mult din după-amiază. Liniile opuse au trecut una prin cealaltă de mai multe ori, făcând schimb de salve de tunuri și fără să încerce să abordeze sau să captureze navele inamice. Apele calme și vântul ușor îi avantajau foarte mult pe englezi, permițându-le să își folosească cât mai bine tunurile mai grele. Cu toate acestea, având avantajul vântului la începutul luptei, navele incendiare neerlandeze au creat haos printre corăbiile englezilor. Nava Oak (26) a fost incendiată și scufundată. Worcester (44) a fost agățată de către Garland, care fusese capturată de către neerlandezi la Dungeness și luată în serviciu cu numele de Roosencrans, și a fost incendiată serios. Trei nave incendiare s-au agățat de Triumph (60), nava amiral alui James Peacock, vice-amiralul Escadrei Roșii. Deși Peacock și-a condus echipajul pentru a eschiva navele incendiare și a stinge focurile, el a suferit arsuri grave în luptă și ulterior a murit datorită rănilor. Thomas Graves, contra-amiralul Escadrei Albe, a fost și el ucis împreună cu mulți dintre oamenii lui atunci când Andrew (56) a fost atacată de nave incendiare.

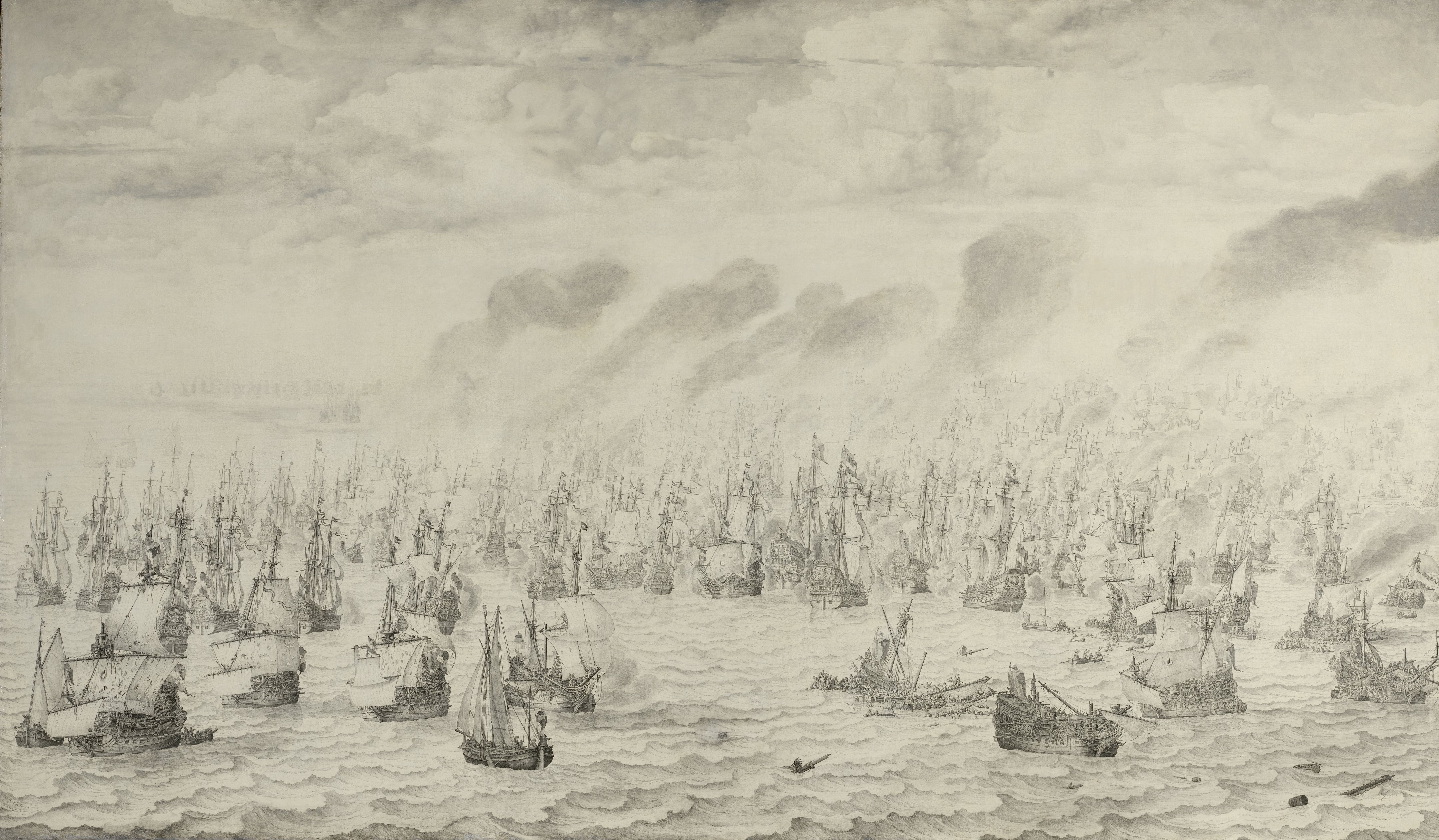
Bătălia de la Terheide, 10 august 1653: ultimul episod din Primul Război Anglo-Neerlandez (1652–54), tablou de Willem van de Velde the Elder

Lupta generală de la scurtă distanță a durat până pe la 13:00 când schimbarea direcției vântului le-a oferit englezilor avantajul, punct în care flota neerlandeză a început să se dezintegreze treptat. În acest moment englezii au virat pentru a cincea oară, dar neerlandezii au refuzat continuarea luptei. Multe nave neerlandeze erau atât de avariate de către canonadă încât nu mai puteau continua lupta. Atât De Ruyter cât și Evertsen au fost nevoiți să fie remorcați în siguranță la gura Maas-ei. În același timp De With, care a preluat comanda flotei împreună cu Floriszoon, a decis cu greu să se retragă. Pentru a evita repetarea dezastrului de la Gabbard, el a dus cu succes, împreună cu 30 de nave, o luptă disciplinată de ariergardă care a minimizat pierderile și avariile aduse flotei în retragere. Navele neerlandeze care au rămas în vânt s-au îndreptat spre port spre sud-est, în timp ce restul au fugit sub vânt urmărite de englezi. Lupta a continuat până pe la 20:00 seara, și abia atunci supraviețuitorii neerlandezi au părăsit scena. Moralul a fost distrus și grupuri mari de nave comandate de căpitani civili au fugit spre nord. De With a încercat să îi oprească din fugă, dar a trebuit să se mulțumească doar cu acoperirea retragerii spre Texel.
Cum flotele au navigat una prin cealaltă, avantajul era evident de partea celei mai ordonate, care se pare că era flota engleză, de vreme ce navele neerlandeze care pierduseră vântul erau împrăștiate. Fiecare viraj succesiv a izolat mai multe nave neerlandeze, forțându-le să cadă sub vânt, dar traversând linia inamică în borduri opuse a făcut bătălia să fie mai puțin decisivă. Rezultatul a fost că aproximativ 84 de nave, inclusiv navele amiral ale lui Tromp și De With au ajuns la Texel sub vânt, în timp ce De Ruyter și Jan Evertsen au ajuns cu aproximativ 12 nave la Meusa sau Goree Gat în vânt, confirmându-se astfel ordinea de luptă a neerlandezilor care poziționa acești doi amirali în avangardă. Abuzul nemăsurat al lui De With asupra căpitanilor neerlandezi care au fost tăiați de restul flotei, împrăștiați și împinși sub vânt trebuie privit cu rezervă deoarece acțiunea lor a fost în mare parte rezultatul tacticilor englezilor iar motivele oferite în apărarea lor nu s-au păstrat.

## Urmările
Englezii au pierdut nava Oak în urma atacului unei nave incendiare, în timp ce Worcester a fost arsă până la linia de plutire într-un duel cu o navă neerlandeză. Pierderile umane ale englezilor au fost cel puțin de 500 de morți și 1.000 de răniți, printre care Thomas Graves, contra-amiral al Escadrei Albe, și James Peacock, vice-amiral al Escadrei Roșii, pe lângă 5 căpitani de vas. Dar navele engleze au fost atât de avariate încât Monck s-a îndreptat cu întreaga flotă înapoi în Anglia pentru reparații și abia după 3 săptămâni un detașament englez s-a întors pe coasta Olandei.
Sursele nu sunt de acord asupra magnitudinii pierderilor neerlandezilor. De With a declarat că au pierdut 500 de morți, 700 de răniți și 14 nave (13-14 scufundate sau arse), deși pierderile umane trebuie să fi fost mai mari iar la numărul de 10 nave de război majore scufundate trebuie să fie adăugate și navele incendiare pierdute sau consumate. De partea englezilor Penn a pretins că englezii au distrus între 20 și 30 de nave și că au suferit doar 400 de morți (2 amirali și 5 comandanți de vase de război) și 700 de răniți. Au fost luați 1.300 de prizonieri (în mare parte salvați din mare de pe navele scufundate), printre care 5 căpitani de navă. Moartea lui Tromp a fost cea mai importantă, deși au murit alți 8 căpitani. Flota neerlandeză a pierdut următoarele 10 nave: două Hollandia, West-Capelle, Eendragt, Wapen van Zeeland, Dolphijn, Omlandia, Rosenkrans, Zevenwolden și Mercurius.
La sfârșitul bătăliei nici una dintre flote nu mai era în stare să rămână pe mare, dar avantajul era clar de partea englezilor, care au reușit să se întoarcă pe coasta neerlandeză după 2 săptămâni de la bătălie (deși blocada formală nu a mai fost reluată). Ambele părți au pretins victoria: englezii datorită superiorității tactice, iar neerlandezii pentru că și-au atins obiectivul strategic al atacului - ridicarea blocadei navale. Convoaiele comerciale de care depindea viața economică a Provinciilor Unite aveau să poată din nou să plece și să vină chiar din luma următoare. Tot restul toamnei flota neerlandeză reorganizată la 70-80 unități incluzând și o parte din vasele mai grele începute la demararea războiului, a operat în Marea Nordului până pe coasta Norvegiei, escortând convoaiele comerciale. Însă moartea lui Tromp a fost o lovitură atât de puternică pentru neerlandezi încât foarte puțini mai credeau că englezii pot fi învinși; facțiunea oranistă, care dorea să învingă Republica Engleză și să îi repună pe Stuarți pe tron, și-a pierdut influența politică iar marele pensionar Johan de Witt era dornic să ofere garanții oficiale lui Cromwell că Willem al III-lea de Orania, abia un copil, nu va deveni niciodată stadhouder, pentru a nu putea transforma Țările de Jos într-o bază pentru restaurarea Stuarților.
Deși au mai urmat o serie de încleștări mai mici, victoria englezilor de la Scheveningen a încheiat efectiv războiul. Ambele părți erau interesate de oprirea luptelor, neerlandezii deoarece erau disperați că fără Tromp nu îi vor putea învinge pe englezi; englezii datorită costurilor devenite uriașe datorită neerlandezilor care își refăceau forțele după fiecare înfrângere. Negocieri serioase de pace au fost reluate iar pacea a fost semnată la 5 aprilie 1654. Neerlandezii au acceptat termenii Actului de Navigație, au fost de acord să își coboare steagul pentru a recunoaște pretenția englezilor de suveranitate asupra mărilor din jurul insulelor britanice, și au plătit despăgubiri de 900.000 de lire sterline. Cromwell a renunțat însă la unirea celor două republici.

## Flota engleză
110-120 nave de război, cel puțin 4 nave incendiare, dintre care se cunosc cu siguranță numele a 110 nave de război cu 4.147 tunuri și 17.624 oameni (escadrele și diviziile au păstrat ordinea de la Gabbard, dar nu se cunoaște ordinea exactă a fiecărei nave în divizii și nici locul unde s-au integrat întăririle sosite după Bătălia de la Gabbard) 
| Flota engleză (George Monck) | Flota engleză (George Monck) | Flota engleză (George Monck) | Flota engleză (George Monck) | Flota engleză (George Monck)                                     |
| ---------------------------- | ---------------------------- | ---------------------------- | ---------------------------- | ---------------------------------------------------------------- |
| Rang                         | Navă                         | Tunuri                       | Echipaj                      | Căpitan                                                          |
| 1                            | Resolution                   | 88                           | 630                          | Generalul-pe-mare George Monck (1608-1670) căpitanul John Bourne |
| 2                            | James                        | 66                           | 360                          | Amiralul Escadrei Albe William Penn (1621-1670)                  |
| 2                            | George                       | 58                           | 350                          | Amiralul Escadrei Albastre John Lawson (1615-1665)               |
| 2                            | Triumph                      | 62                           | 350                          | Vice-amiralul Escadrei Roșii James Peacock †                     |
| 2                            | Victory                      | 60                           | 300                          | Vice-amiralul Escadrei Albe Lionel Lane (1617-1654)              |
| 2                            | Vanguard                     | 56                           | 390                          | Vice-amiralul Escadrei Albastre Joseph Jordan (1603-1685)        |
| 2                            | Speaker                      | 56                           | 300                          | Contra-amiralul Escadrei Roșii Samuel Howett (?-1654)            |
| 2                            | Andrew                       | 56                           | 360                          | Contra-amiralul Escadrei Albe Thomas Graves †                    |
| 2                            | Rainbow                      | 58                           | 300                          | Contra-amiralul Escadrei Albastre William Goodson (1610-1680)    |
| 3                            | Worcester                    | 50                           | 220                          | George Dakins (fregată) – arsă                                   |
| 3                            | Lion                         | 50                           | 220                          | John Lambert                                                     |
| 3                            | Kentish                      | 50                           | 180                          | James Reynolds (fregată)                                         |
| 3                            | Unicorn                      | 50                           | 220                          | Peter Strong                                                     |
| 3                            | Laurel                       | 48                           | 200                          | John Stokes (fregată)                                            |
| 3                            | Essex                        | 40                           | 250                          | William Brandley                                                 |
| 3                            | Bear                         | 46                           | 200                          | Francis Kirby (navă capturată)                                   |
| 4                            | Sussex                       | 46                           | 180                          | Roger Cuttance (fregată)                                         |
| 4                            | Richard & Martha             | 46                           | 180                          | Eustace Smith (navă comercială armată)                           |
| 4                            | Golden Fleece                | 44                           | 180                          | Nicholas Forster (navă comercială armată)                        |
| 4                            | Society                      | 44                           | 140                          | Nicholas Lucas (navă comercială armată)                          |
| 4                            | Hannibal                     | 44                           | 180                          | William Haddock (navă comercială armată)                         |
| 4                            | Entrance                     | 43                           | 200                          | Richard Newberry                                                 |
| 4                            | Prosperous                   | 42                           | 180                          | Roger Crispe † (navă comercială armată)                          |
| 4                            | Advice                       | 42                           | 180                          | Jeremy Smith (fregată)                                           |
| 4                            | Diamond                      | 42                           | 180                          | William Hill (fregată)                                           |
| 4                            | Marmaduke                    | 42                           | 160                          | Edward Blagg                                                     |
| 4                            | Foresight                    | 42                           | 180                          | Richard Stayner (fregată)                                        |
| 4                            | Centurion                    | 42                           | 200                          | Walter Wood (fregată)                                            |
| 4                            | Portland                     | 42                           | 180                          | William Rause                                                    |
| 4                            | Pelican                      | 40                           | 180                          | Peter Mootham                                                    |
| 4                            | Adventure                    | 40                           | 160                          | Robert Nixon (fregată)                                           |
| 4                            | London                       | 40                           | 200                          | Arthur Browne (navă comercială armată)                           |
| 4                            | Tiger                        | 40                           | 170                          | Gabriel Saunders (fregată)                                       |
| 4                            | Violet                       | 40                           | 180                          | Henry Southwood                                                  |
| 4                            | Assistance                   | 40                           | 180                          | William Crispin (fregată)                                        |
| 4                            | Reformation                  | 40                           | 160                          | Anthony Earning (navă comercială armată)                         |
| 4                            | (Great) President            | 40                           | 180                          | John Reeve                                                       |
| 4                            | Nonsuch                      | 40                           | 170                          | Thomas Penrose (fregată)                                         |
| 4                            | Hampshire                    | 40                           | 180                          | Robert Blake Jr.                                                 |
| 4                            | William                      | 40                           | 180                          | John Taylor † (navă comercială armată)                           |
| 4                            | Discovery                    | 40                           | 180                          | Thomas Marriott                                                  |
| 4                            | Portsmotuth                  | 38                           | 170                          | Theophilus Sacheverell (fregată)                                 |
| 4                            | Sapphire                     | 38                           | 140                          | Nicholas Heaton (fregată)                                        |
| 4                            | Sophia                       | 38                           | 160                          | Rowland Bevan (navă capturată)                                   |
| 4                            | Lisbont Merchant             | 38                           | 140                          | Simon Bailey (navă comercială armată)                            |
| 4                            | Raven                        | 38                           | 140                          | Robert Taylor (navă capturată)                                   |
| 4                            | Adventure                    | 38                           | 160                          | Edward Greene (navă comercială armată)                           |
| 4                            | Dragon                       | 38                           | 260                          | John Seaman                                                      |
| 4                            | Paul                         | 38                           | 120                          | Anthony Spatchurst (navă capturată)                              |
| 4                            | Matthias                     | 38                           | 160                          | Phillip Gethings                                                 |
| 4                            | Mary prize                   | 37                           | 120                          | Henry Maddison (navă capturată)                                  |
| 4                            | Malaga Merchant              | 36                           | 140                          | Herny Collins (navă comercială armată)                           |
| 4                            | Hound                        | 36                           | 120                          | Jonathan Hide (navă capturată)                                   |
| 4                            | Thomas & William             | 36                           | 140                          | John Jefferson (navă comercială armată)                          |
| 4                            | Phoenix                      | 36                           | 120                          | Owen Cox                                                         |
| 4                            | Assurance                    | 36                           | 160                          | Phillip Holland (fregată)                                        |
| 4                            | Crown                        | 36                           | 160                          | Thomas Thompson (navă capturată)                                 |
| 4                            | King Fernando                | 36                           | 140                          | Richard Paine (navă comercială armată)                           |
| 4                            | William & John               | 36                           | 120                          | Nathaniel Jesson (navă comercială armată)                        |
| 4                            | Stork                        | 36                           | 120                          | Roger Harman                                                     |
| 4                            | Elizabeth                    | 36                           | 120                          | Christopher Myngs                                                |
| 4                            | Golden Cock                  | 36                           | 120                          | Edmund Chapman †                                                 |
| 4                            | Loyalty                      | 34                           | 150                          | John Limbry                                                      |
| 4                            | Ann & Joyce                  | 34                           | 119                          | William Pile (navă comercială armată)                            |
| 4                            | Guinea frigate               | 32                           | 150                          | Edmund Curtis (fregată)                                          |
| 4                            | Sarah                        | 34                           | 140                          | Francis Steward (navă comercială armată)                         |
| 4                            | Thomas & Lucy                | 34                           | 125                          | Andrew Rand (navă comercială armată)                             |
| 4                            | Gift                         | 34                           | 130                          | Thomas Salmon † (navă capturată)                                 |
| 4                            | Hopeful Luke                 | 34                           | 120                          | Thomas Petty (navă comercială armată)                            |
| 4                            | Employment                   | 34                           | 120                          | Cox (navă comercială armată)                                     |
| 4                            | Mayflower                    | 34                           | 120                          | William Newman † (navă capturată)                                |
| 4                            | Providence frigate           | 33                           | 140                          | John Pearce (fregată)                                            |
| 4                            | Hamburg Merchant             | 32                           | 110                          | William Jessell (navă comercială armată)                         |
| 4                            | Peter                        | 32                           | 100                          | John Littleton                                                   |
| 4                            | Expedition frigate           | 32                           | 120                          | Thomas Vallis (fregată)                                          |
| 4                            | Gillyflower                  | 32                           | 120                          | John Hayward (navă capturată)                                    |
| 4                            | Middelburg                   | 32                           | 120                          | Thomas Whiting (navă capturată)                                  |
| 4                            | Oak                          | 32                           | 120                          | John Edwin (navă capturată) – arsă                               |
| 4                            | Eastland Merchant            | 32                           | 130                          | John Walters (navă comercială armată)                            |
| 4                            | Convert                      | 32                           | 120                          | Philip Gethings (navă capturată)                                 |
| 4                            | Benjamin                     | 32                           | 120                          | Robert Spark (navă comercială armată)                            |
| 4                            | Tulip                        | 32                           | 120                          | Joseph Cubbit (navă capturată)                                   |
| 4                            | Dragoneer                    | 32                           | 110                          | Edward Smith (navă comercială armată)                            |
| 4                            | John & Abigail               | 32                           | 120                          | ? (navă comercială armată)                                       |
| 4                            | Little Charity               | 32                           | 110                          | William Witheborne                                               |
| 4                            | Constant Warwick             | 32                           | 110                          | Richard Potter                                                   |
| 4                            | Satisfaction                 | 32                           | 110                          | Michael Nutton                                                   |
| 4                            | Four Sisters                 | 30                           | 120                          | Robert Becke (navă capturată)                                    |
| 4                            | Exchange                     | 30                           | 100                          | Henry Teddiman (navă comercială armată)                          |
| 4                            | Globe                        | 30                           | 110                          | Robert Coleman (navă comercială armată)                          |
| 4                            | Waterhound                   | 30                           | 120                          | Giles Shelly (navă capturată)                                    |
| 4                            | Industry                     | 30                           | 100                          | Benjamin Salmon (navă comercială armată)                         |
| 4                            | Samaritan                    | 30                           | 120                          | Shadrach Blake (navă comercială armată)                          |
| 4                            | Samuel Talbot                | 30                           | 110                          | Joseph Ames (navă comercială armată)                             |
| 4                            | Roebuck                      | 30                           | 100                          | Henry Fenn (navă comercială armată)                              |
| 4                            | Dolphin                      | 30                           | 120                          | Robert Davis                                                     |
| 4                            | Jonathan                     | 30                           | 110                          | Robert Graves (navă comercială armată)                           |
| 4                            | Blossom                      | 30                           | 110                          | Nathaniel Cock (navă capturată)                                  |
| 4                            | Culpepper                    | 30                           | 120                          | Thomas Cheney (navă comercială armată)                           |
| 4                            | Half Moon                    | 30                           | 110                          | Bartholomew Kitcher                                              |
| 4                            | Falmouth frigate             | 28                           | 100                          | John Jeffreys (fregată)                                          |
| 4                            | Prudent Mary                 | 28                           | 100                          | John Taylor (navă comercială armată)                             |
| 4                            | Mermaid                      | 26                           | 100                          | John King                                                        |
| 4                            | Advantage                    | 26                           | 100                          | Edmund Thompson                                                  |
| 4                            | Recovery                     | 26                           | 100                          | Francis Allen                                                    |
| 5                            | Dutchess                     | 24                           | 90                           | Richard Suffild (navă capturată)                                 |
| 5                            | Eagle                        | 22                           | 110                          | Anthony Young (navă comercială armată)                           |
| ?                            | John & Katherine             | ?                            | ?                            | John Tarrant (navă comercială armată)                            |
| ?                            | Exeter Merchant              | ?                            | ?                            | Robert Matkey (navă comercială armată)                           |
| ?                            | Victory                      | ?                            | ?                            | Nicholas Mitchell (navă comercială armată)                       |
| ?                            | Seven Brothers               | ?                            | ?                            | ? (navă comercială armată)                                       |
|                              | Fortune                      | 10                           | 30                           | Humphrey Morris (navă incendiară)                                |
|                              | Renown                       | 10                           | 30                           | James Salmon (navă incendiară)                                   |
|                              | Falcon                       | 10                           | 30                           | Tuttle (navă incendiară)                                         |
|                              | Hunter                       | 10                           | 30                           | John Bowrey (navă incendiară)                                    |

## Flota neerlandeză
Din cele 110-127 nave de război prezente, se cunosc cu siguranță 112 dintre ele cu 3.527 tunuri și 13.739 oameni (navele nu sunt în linia de bătaie)  
| Amiralitate     | Navă                                    | Tunuri | Echipaj | Căpitan                                                                                        |
| Rotterdam       | Brederode                               | 58     | 268     | Locotenentul-amiral Maarten Harpertszoon Tromp (1597-1653†) căpitanul Egbert Meussen Kortenaer |
| Rotterdam       | Dolphijn                                | 32     | 110     | Paulus van den Kerckhoff                                                                       |
| Rotterdam       | Gelderland                              | 24     | 92      | Aert Janssen van Nes de Jonge Boer Jaep                                                        |
| Rotterdam       | Gorcum                                  | 30     | 112     | Willem Adriaenszoon Warmont                                                                    |
| Rotterdam       | Overijssel                              | 24     | 98      | Dirk Vijgh                                                                                     |
| Rotterdam       | Prinses Louise                          | 36     | 155     | Abel Roelants (Vader Abel)                                                                     |
| Rotterdam       | Roosencrans                             | 44     | 199     | Jan de Haes – capturată și arsă                                                                |
| Rotterdam       | Roscam                                  | 24     | 101     | Corstiaen Eldertszoon                                                                          |
| Rotterdam       | Rotterdam                               | 30     | 110     | Locotenentul-comandor Pieter Verhaven                                                          |
| Rotterdam       | Utrecht                                 | 22     | 98      | Lendert Haexwant                                                                               |
| Rotterdam-dir   | Hollandia                               | 26     | 100     | Ruth Jacobszoon Buijs                                                                          |
| Rotterdam-dir   | Prins te Paard                          | 38     | 152     | Jacob Kleijdijck                                                                               |
| Rotterdam-dir   | Sint Pieter                             | 28     | 100     | Sijmon Corneliszon van der Meer                                                                |
| Rotterdam-VOC   | (Wapen van) Nassau                      | 36     | 128     | Jan Adriaenssen van der Werff                                                                  |
| Amsterdam       | Amsterdam                               | 34     | 120     | Paulus Egbertszoon Sonck                                                                       |
| Amsterdam       | Bommel                                  | 34     | 130     | Pieter van Brakel                                                                              |
| Amsterdam       | Brack                                   | 18     | 85      | Jan Admiraal                                                                                   |
| Amsterdam       | Campen                                  | 42     | 158     | Willem van der Zaan                                                                            |
| Amsterdam       | Edam                                    | 30     | 130     | Barent Cramer                                                                                  |
| Amsterdam       | Engel Gabriel                           | 28     | 110     | Adriaen van de Bosch                                                                           |
| Amsterdam       | Gouda                                   | 30     | 114     | Jan Egbertszoon Ooms                                                                           |
| Amsterdam       | Gouden Reael                            | 28     | 90      | Adriaen van Loenen                                                                             |
| Amsterdam       | Groningen                               | 40     | 175     | comandor Gillis Thijssen Campen (1620-1665)                                                    |
| Amsterdam       | Hollandia                               | 32     | 110     | Evert Anthoniszoon Marre – scufundată                                                          |
| Amsterdam       | Hollandsche Tuin                        | 24     | 97      | Joris Janszoon Block                                                                           |
| Amsterdam       | Hoop                                    | 28     | 110     | Dirck Pater                                                                                    |
| Amsterdam       | Jonas                                   | 27     | 90      | Joris de Caullerij                                                                             |
| Amsterdam       | Leeuwarden                              | 34     | 158     | Govert Reael                                                                                   |
| Amsterdam       | Leiden                                  | 30     | 104     | Hendrick Kroeger                                                                               |
| Amsterdam       | Morgenstar                              | 30     | 110     | Albert Claeszoon Graeff                                                                        |
| Amsterdam       | Omlandia                                | 32     | 109     | Maerten Schaeff – scufundată                                                                   |
| Amsterdam       | Overijssel                              | 30     | 114     | Jan van Campen                                                                                 |
| Amsterdam       | Pelicaen                                | 24     | 109     | Jan Overcamp                                                                                   |
| Amsterdam       | Phesant                                 | 32     | 110     | Jan Janszoon de Lapper                                                                         |
| Amsterdam       | Prins Willem                            | 32     | 106     | Jan Boermans                                                                                   |
| Amsterdam       | (Vergulde) Dolphijn                     | 30     | 110     | Gerbrandt Schatter – scufundată                                                                |
| Amsterdam       | Vrede                                   | 44     | 192     | Comandorul Gideon de Wildt (1624-1665)                                                         |
| Amsterdam       | Vrijheid                                | 50     | 210     | Vice-amiralul Witte Corneliszoon de With (1599-1658) căpitanul Abraham van der Hulst           |
| Amsterdam       | Westfriesland                           | 27     | 110     | Hendrick Huijskens                                                                             |
| Amsterdam       | Windhond                                | 18     | 85      | Poppe Binckes                                                                                  |
| Amsterdam       | Zeelandia                               | 34     | 130     | Nicolaes Marrevelt                                                                             |
| Amsterdam       | (Klein) Zutphen                         | 26     | 120     | Hillebrandt Jeroensy de Moij                                                                   |
| Amsterdam-dir   | Blauwen Arent                           | 30     | 110     | Hendrick Claeszoon van Streeck                                                                 |
| Amsterdam-dir   | Coninck Davidt                          | 28     | 124     | Dirck Hendrickszoon Vogelsanck                                                                 |
| Amsterdam-dir   | David en Goliat                         | 34     | 125     | Claes Bastiaenszoon van Jaersvelt                                                              |
| Amsterdam-dir   | Engel Michiel                           | 28     | 110     | Frederick Bogaert                                                                              |
| Amsterdam-dir   | Gulden Valck                            | 28     | 111     | Cornelis Janszoon Brouwer                                                                      |
| Amsterdam-dir   | Hercules                                | 28     | 130     | Sijmon Veeneman                                                                                |
| Amsterdam-dir   | Hollandsche Tuin                        | 32     | 140     | Herman Walman                                                                                  |
| Amsterdam-dir   | Keruvorst van Keulen                    | 34     | 124     | Sijmon Dootjes                                                                                 |
| Amsterdam-dir   | Moor                                    | 36     | 130     | Adriaen Corneliszoon van Akersloot                                                             |
| Amsterdam-dir   | Moorinne                                | 30     | 107     | Cornelis Corneliszoon Jol                                                                      |
| Amsterdam-dir   | Nassouw van den Burgh                   | 34     | 125     | Locotenentul-comandor Hendrick Adriaenszoon Glas                                               |
| Amsterdam-dir   | Nieuw Gideon                            | 34     | 146     | Dirck Janssen Somer                                                                            |
| Amsterdam-dir   | Samson                                  | 27     | 110     | Cornelis Corneliszoon de Groot                                                                 |
| Amsterdam-dir   | Sint Pieter                             | 28     | 110     | Gerrit Schuijt                                                                                 |
| Amsterdam-dir   | Swarte Leeuw                            | 30     | 123     | Hendrick de Raedt                                                                              |
| Amsterdam-dir   | Vliegende Faem                          | 28     | 130     | Jacob Corneliszoon Swart                                                                       |
| Amsterdam-dir   | Walvisch                                | 30     | 110     | Abraham Verleth                                                                                |
| Amsterdam-VOC   | Gerechtigheit                           | 34     | 165     | Evert Pieterszoon Swart                                                                        |
| Amsterdam-VOC   | Huijs van Nassau                        | 34     | 112     | Jan Pieterszoon van Strijp                                                                     |
| Amsterdam-VOC   | Mercurius                               | 36     | 110     | Pieter de Bitter - scufundată                                                                  |
| Noorderkwartier | Eenhoorn                                | 32     | 155     | Jan Heck                                                                                       |
| Noorderkwartier | Harder                                  | 34     | 136     | Jan Backer                                                                                     |
| Noorderkwartier | Hoorn                                   | 32     | 120     | Claes Aldertszoon                                                                              |
| Noorderkwartier | Kasteel van Medemblick                  | 28     | 126     | Adriaen Dirckszoon Houtthuijn                                                                  |
| Noorderkwartier | Lastdrager                              | 32     | 102     | Gerrit Munt                                                                                    |
| Noorderkwartier | Mars                                    | 38     | 125     | Reijnst Corneliszoon Sevenhuijsen                                                              |
| Noorderkwartier | Monnikendam                             | 36     | 155     | Contra-amiralul Pieter Florissen Bloem (c1600-1658)                                            |
| Noorderkwartier | Peereboom                               | 24     | 91      | Thijs Timonssen Peereboom                                                                      |
| Noorderkwartier | Prins Maurits                           | 32     | 95      | Cornelis Pieterszoon Taenman – scufundată                                                      |
| Noorderkwartier | Tobias                                  | 30     | 110     | Locotenentul-comandor Hendrick Pieterszoon Wolff                                               |
| Noorderkwartier | Vergulde Schel                          | 24     | 100     | Claes Corneliszoon Hen                                                                         |
| Noorderkwartier | Wapen van Enkhuizen                     | 34     | 125     | Gerrit Femssen                                                                                 |
| Noorderkwartier | Wapen van Monnikendam                   | 28     | 117     | Arent Dirckszoon                                                                               |
| Enkhuizen-dir   | Harderinne                              | 32     | 125     | Dirck Gerritszoon Pomp                                                                         |
| Hoorn-dir       | Samson                                  | 30     | 109     | Jacob Houck                                                                                    |
| Hoorn-VOC       | Sint Willeboort                         | 27     | 111     | Edick Jacobssen                                                                                |
| Medemblick-dir  | Coninck Radbout                         | 30     | 107     | Jan Rootjes                                                                                    |
| Monnikendam-dir | Swarte Beer                             | 32     | 95      | Jan Corneliszoon Olij                                                                          |
| Zeeland         | Amsterdam                               | 32     | 123     | Adriaen Nicolaeszoon Kempen                                                                    |
| Zeeland         | Eendracht                               | 24     | 102     | Andries Fortuijn – scufundată                                                                  |
| Zeeland         | Goes                                    | 26     | 97      | Cornelis Cuijper                                                                               |
| Zeeland         | Hollandia                               | 38     | 121     | Adriaen van Trappen Banckert – scufundată                                                      |
| Zeeland         | (Gekroonde) Liefde                      | 23     | 93      | Dingeman Cats                                                                                  |
| Zeeland         | Milde Maerten                           | 26     | 115     | Jan Matthijssen                                                                                |
| Zeeland         | Nieuw Vlissingen                        | 34     | 110     | Jacob Wolphertssen                                                                             |
| Zeeland         | Salamander                              | 34     | 130     | Pieter Marcuszoon                                                                              |
| Zeeland         | Sandenburg                              | 24     | 100     | Pieter Gorcum                                                                                  |
| Zeeland         | Vlissingen                              | 50     | 205     | Vice-amiralul Johan Evertsen (1600-1666) Cornelis Evertsen de Jonge                            |
| Zeeland         | Vlissingen                              | 34     | 134     | Jan Pouwelszoon                                                                                |
| Zeeland         | Wapen van Keulen                        | 30     | 120     | Frans Crijnszoon Mangelaar                                                                     |
| Zeeland         | West Cappelle                           | 28     | 95      | Claes Janszoon Sanger – scufundată                                                             |
| Zeeland         | Zeeridder                               | 30     | 124     | Gillis Janszoon                                                                                |
| Zeeland         | Zeeuwsche Leeuw (sau Wapen van Zeeland) | 28     | 127     | Comandorul Cornelis Evertsen cel Bătrân (1610-1666)                                            |
| Middelburg-dir  | Gekroonde Liefde                        | 40     | 150     | Marcus Hartman                                                                                 |
| Middelburg-dir  | Gouden Leeuw                            | 34     | 120     | Jacob Adriaenszoon Pensen                                                                      |
| Middelburg-dir  | Gouden Leeuwinne                        | 34     | 127     | Adriaen Vermeulen                                                                              |
| Middelburg-dir  | Luipaert                                | 37     | 134     | Cornelis Tiebij                                                                                |
| Middelburg-VOC  | Prinses Louise (sau Louijsa Loretta)    | 48     | 228     | ?                                                                                              |
| Middelburg-VOC  | Swarte Bul                              | 36     | 139     | Willem Volckertszoon                                                                           |
| Veere-dir       | Wapen van der Veere                     | 37     | 124     | Jan Olivierszoon                                                                               |
| Vlissingen-dir  | Haes                                    | 29     | 120     | Bastiaen Centsen                                                                               |
| Vlissingen-dir  | Swarte Arent                            | 29     | 100     | Teunis Post                                                                                    |
| Vlissingen-dir  | Witte Lam                               | 38     | 168     | Comandorul Michiel Adriaenszoon de Ruyter (1607-1676) căpitanul Jan Thijssen Matheeus          |
| Friesland       | Breda                                   | 32     | 116     | Adriaen Bruijnsveld                                                                            |
| Friesland       | Graaf Hendrick                          | 34     | 134     | Jan Reijnderszoon Wagenaer                                                                     |
| Friesland       | Graaf Willem                            | 26     | 85      | (locotenentul lui Jan Coenders)                                                                |
| Friesland       | Postpaert                               | 30     | 106     | Isaac Codde                                                                                    |
| Friesland       | Sevenwolden                             | 34     | 133     | Frederik Stellingwerff – scufundată                                                            |
| Friesland       | Windhond                                | 16     | 60      | Cornelis Alles Oostrum                                                                         |
| Harlingen-dir   | Sint Vincent                            | 28     | 110     | Adriaen Heeres Kleijntje                                                                       |
| Rotterdam       | Haij                                    | 6      | 14      | Teunis Willemszoon van der Heijden (iaht)                                                      |
| Amsterdam       | Leyer                                   | ?      | ?       | Cornelis de Vlietant (galiotă)                                                                 |
| Amsterdam       | Trommel                                 | ?      | ?       | Jan Mostart (galiotă)                                                                          |
| ?               | Hoop                                    | ?      | ?       | Cornelșis Tuijre (flută cu muniție)                                                            |
| Amsterdam       | Groote Hoop                             | ?      | ?       | Cornelis Pieterszoon de Geus (navă incendiară)                                                 |
| Amsterdam       | Kleijne Hoop                            | ?      | ?       | Jan Claeszoon Wit (navă incendiară)                                                            |
| Amsterdam       | Zon                                     | ?      | 11      | Warnaer Crimpen (navă incendiară)                                                              |
| Noorderkwartier | Vale Haan                               | ?      | ?       | Pieter Maerszoon Roobol (navă incendiară)                                                      |